# Trichoplusia echinocystidis
Trichoplusia echinocystidis är en fjärilsart som beskrevs av John Kern Strecker 1874. Trichoplusia echinocystidis ingår i släktet Trichoplusia och familjen nattflyn. Inga underarter finns listade i Catalogue of Life.